# Vasilij Ivanovič Garpe
Vasilij Ivanovič Garpe (rusko Василий Иванович Гарпе), ruski general baltsko-nemškega rodu, * 1762, † 1814.
Bil je eden izmed pomembnejših generalov, ki so se borili med Napoleonovo invazijo na Rusijo; posledično je bil njegov portret dodan v Vojaško galerijo Zimskega dvorca.

## Življenje
24. junija 1781 je bil sprejet v Preobraženski polk; leta 1783 je bil kot zastavnik premeščen v Keksgolmski pehotni polk. 1. januarja 1788 je bil povišan v podporočnika in 1. januarja 1789 v poročnika. 
Za zasluge med vojno s Švedi (1789-90) je bil 9. avgusta 1789 povišan v stotnika. Udeležil se je tudi bojev proti Poljakom v letih 1792 in 1794 ter vojne tretje koalicije. Leta 1806 je bil povišan v polkovnika. 
Istega leta se je udeležil okupacije Moldavije in naslednje leto bojev proti Turkom. 30. avgusta 1808 je postal poveljnik Narvskega mušketirskega polka in 21. januarja 1809 je postal šef Navaginskega mušketirskega polka; slednji je bil 22. februarja 1811 preoblikovan v pehotni polk.
S polkom se je udeležil zadnjih bojev proti Švedom leta 1809. Leta 1812 je postal poveljnik 1. brigade 14. pehotne divizije; za zasluge je bil 18. oktobra istega leta povišan v generalmajorja. 
Med bitko za Leipzig je bil 7. oktobra 1813 ranjen, zaradi česar je bil prisiljen zapustiti aktivno vojaško službo.